# دهه ۱۱۹۰ (میلادی)

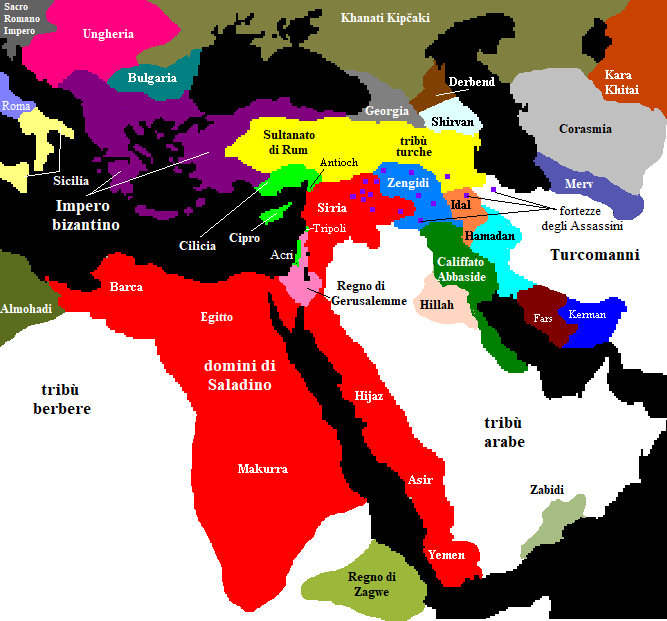
نقشه دودمان ایوبیان در خاورمیانه دهه ۱۱۹۰ میلادی

دهه ۱۱۹۰ (میلادی)صد و نوزدهمین دهه تقویم میلادی است.

## درگذشتگان
‎